# Camino de Tours
El camino de Tours (en latín: via turonensis) es una de las cuatro rutas en Francia del Camino de Santiago, la más septentrional. Parte de la Torre de Santiago en París, atraviesa Orleans, Tours, Poitiers y Burdeos. En la etapa de Ostabat, se le unen la via Lemovicensis y la via Podiensis, a la altura de La encrucijada de Gibraltar. Cruza la frontera española por el Puerto de Roncesvalles, donde toma el nombre de Camino navarro. Se encuentra con la via tolosana en Puente la Reina y, a partir de esa etapa, prosigue su ruta hasta Santiago de Compostela bajo el nombre de camino francés.

## Historia
En el capítulo primero de su Guía del Peregrino (siglo XII), Aimery Picaud describe así la vía Turonensis:
 «Hay cuatro rutas que, llevando a Santiago, se reúnen en una sola en Puente la Reina, en territorio español ; [… … …], otra más pasa por San Martín de Tours, Saint-Hilaire de Poitiers, Saint-Jean-d'Angély, Saint-Eutrope de Saintes et la ciudad de Burdeos.» 
Reuniendo en París a los peregrinos a Santiago (o jacquets) llegados del norte y del noreste de Europa, el «gran camino de Santiago» alcanzaba, por Orléans o Chartres, el célebre santuario de Saint-Martin de Tours, que le valió el nombre de via Turonensis. 
Es de la iglesia medieval de Saint-Jacques-de-La-Boucherie en París de donde partieron millones de peregrinos en dirección a Santiago de Compostela. Al salir de París, Saint-Jacques de Montrouge abría la ruta de Étampes. 
Después del Poitou, muy querido por Aimery Picaud, y las maravillas románicas de las iglesias de Saintonge, los héroes épicos retomaban vida en los sanctuarios de Burdeos, Blaye y Belin, dando a los jacquets la fuerza para afrontar la árida travesía de las Landas y las alturas del puerto de Roncesvalles, para alcanzar por fin la tierra del Apóstol Santiago, por Pamplona, al unirse al Camino francés en Puente la Reina.

## El camino principal

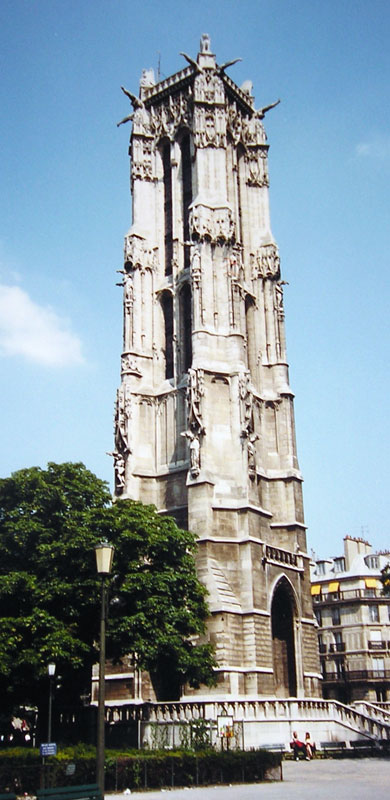
París, Torre de Saint Jacques.

- París, barrio del Châtelet. El punto de partida se sitúa a la altura de la torre de Santiago, vestigio de la iglesia medieval de Saint-Jacques-de-La-Boucherie, después siguen por la calle Saint-Jacques a la iglesia de Saint-Jacques du Haut-Pas. Se prosigue por la rue de la Tombe-Issoire

### Essonne
- Longpont-sur-Orge
- Étréchy
- Étampes, la iglesia de Saint Basile, la colegial de Notre-Dame du Fort, y la torre Guinette.
- Angerville, la iglesia de Saint-Germain de Dommerville y la capilla Villeneuve

### Eure-et-Loir
- Toury

### Loiret
- Artenay

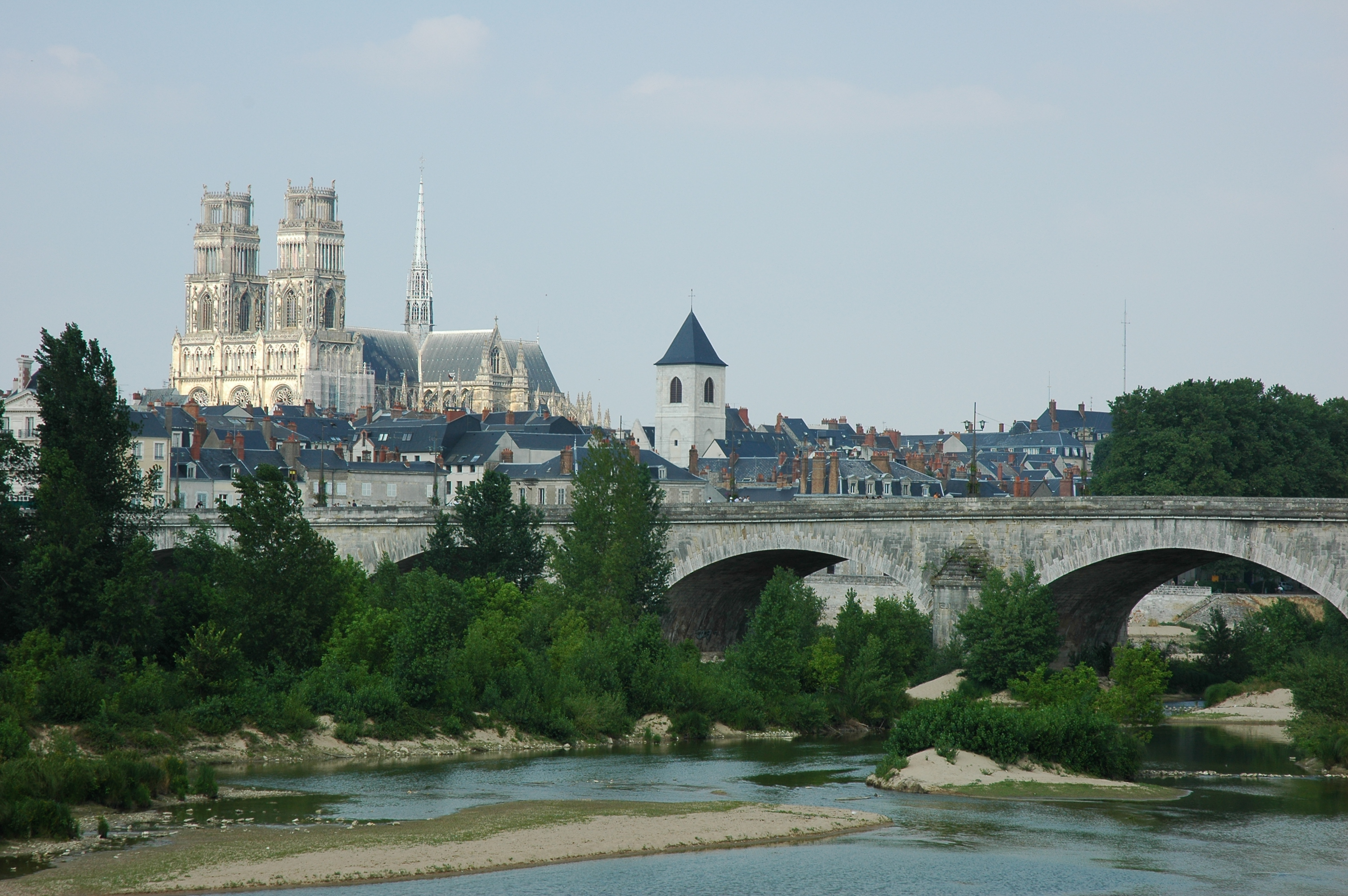
Catedral de Orleans, el Loira.

- Orleans, la Catedral de la Santa Cruz de Orléans
- Cléry-Saint-André, la basílica de Notre-Dame

### Loir-et-Cher
- Saint-Laurent-Nouan
- Saint-Dyé-sur-Loire
- Blois, el Castillo de Blois
- Chaumont-sur-Loire

### Indre-et-Loire

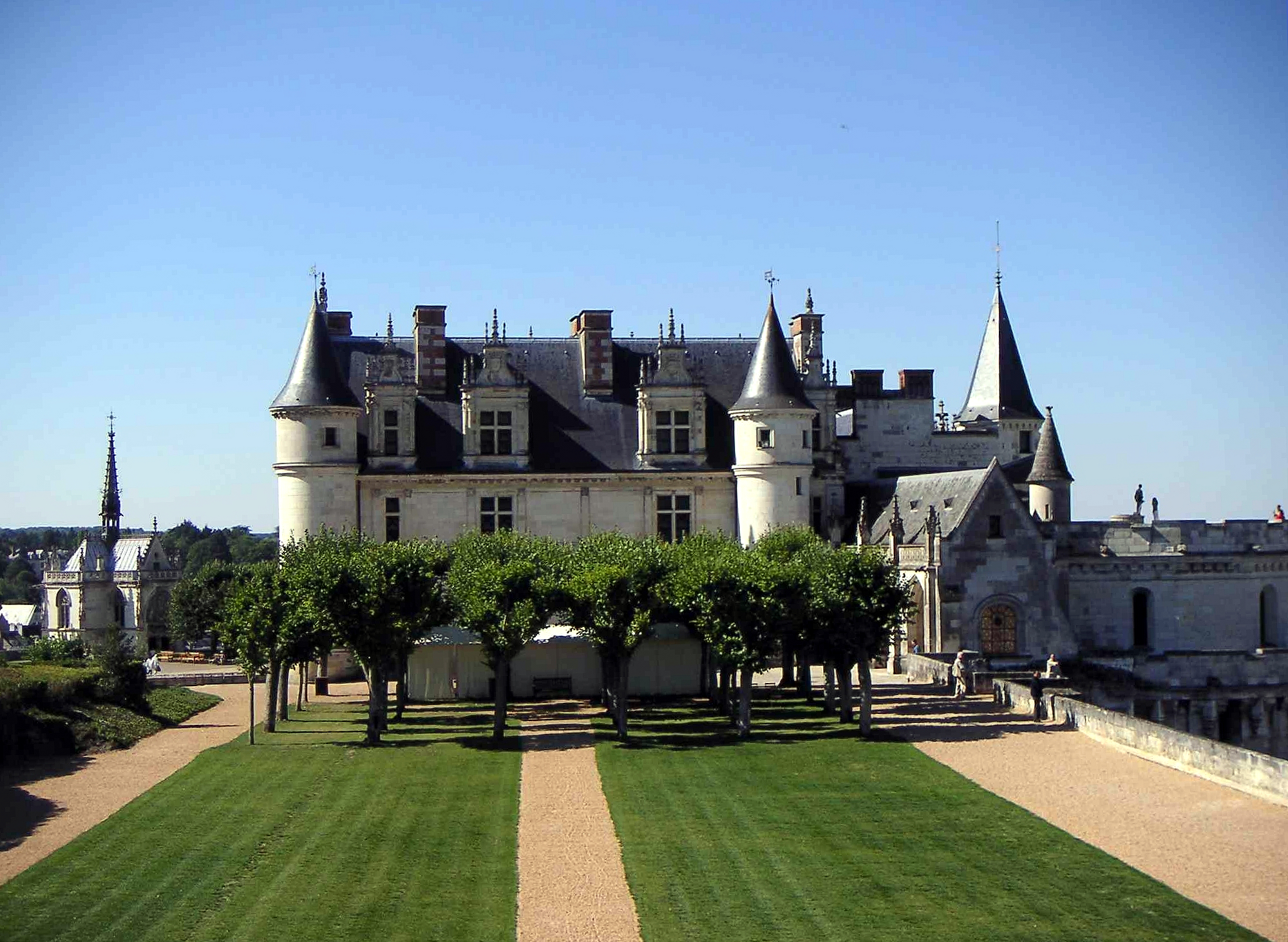
Castillo Real de Amboise.

- Amboise, la iglesia de Saint-Florentin, la capilla de Saint-Hubert y el castillo real
- Tours, la Catedral de San Gaciano, el Claustro de la Psalette, el palacio del antiguo arzobispado y la Torre Carlomagno.
- Montbazon
- Sainte-Maure-de-Touraine, la iglesia de Sainte-Maure y el antiguo castillo de los Rohan

### Vienne
- Châtellerault, la iglesia de Santiago y el puente Henri IV
- Poitiers: iglesia de Saint-Hilaire-le-Grand, la catedral de Saint-Pierre, la iglesia de Notre-Dame-la-Grande, el Baptisterio de Saint-Jean, la iglesia de Sainte-Radegonde,

### Deux-Sèvres

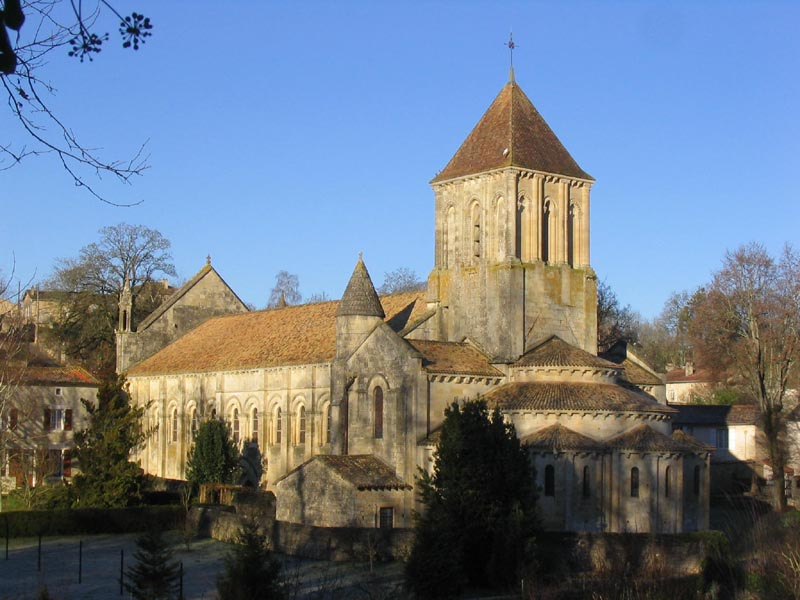
Iglesia de San Hilario (Melle)

- Parthenay, la puerta Saint-Jacques, la iglesia de Saint Pierre
- Lusignan, el hada Mélusine, la iglesia de Notre-Dame y Saint-Junien
- Chenay, la iglesia de Notre-Dame
- Celles-sur-Belle,
- Melle : iglesia de San Hilario, la iglesia de Saint Savinien, y la iglesia de Saint Pierre

### Charente-Maritime
- Aulnay, la iglesia de Saint-Pierre
- Saint-Jean-d'Angély, y su abadía
- Saintes, la iglesia de Saint-Eutrope, la antigua catedral de Saint-Pierre, la Abadía de las Damas, la iglesia de Santa María. (Desde Saintes sale una variante en dirección hacia Mortagne-sur-Gironde, Talmont-sur-Gironde y Soulac-sur-Mer. Desde allí el peregrino sigue por la Vía de Soulac para unirse al Camino de la Costa en España o llega a la etapa de Burdeos, sea a lo largo del estuario de la Gironda, sea pasando por las etapas de Hourtin, Lacanau, Sainte-Hélène).
- Saint-Léger
- Pons, la puerta de Saint-Gilles, la iglesia de Saint Vivien, el Hospital Nuevo y la capilla de Saint-Gilles.
- Plassac
- Mirambeau

### Gironda
- Blaye y su ciudadela
- Abadía de la Selva Mayor (abadía)

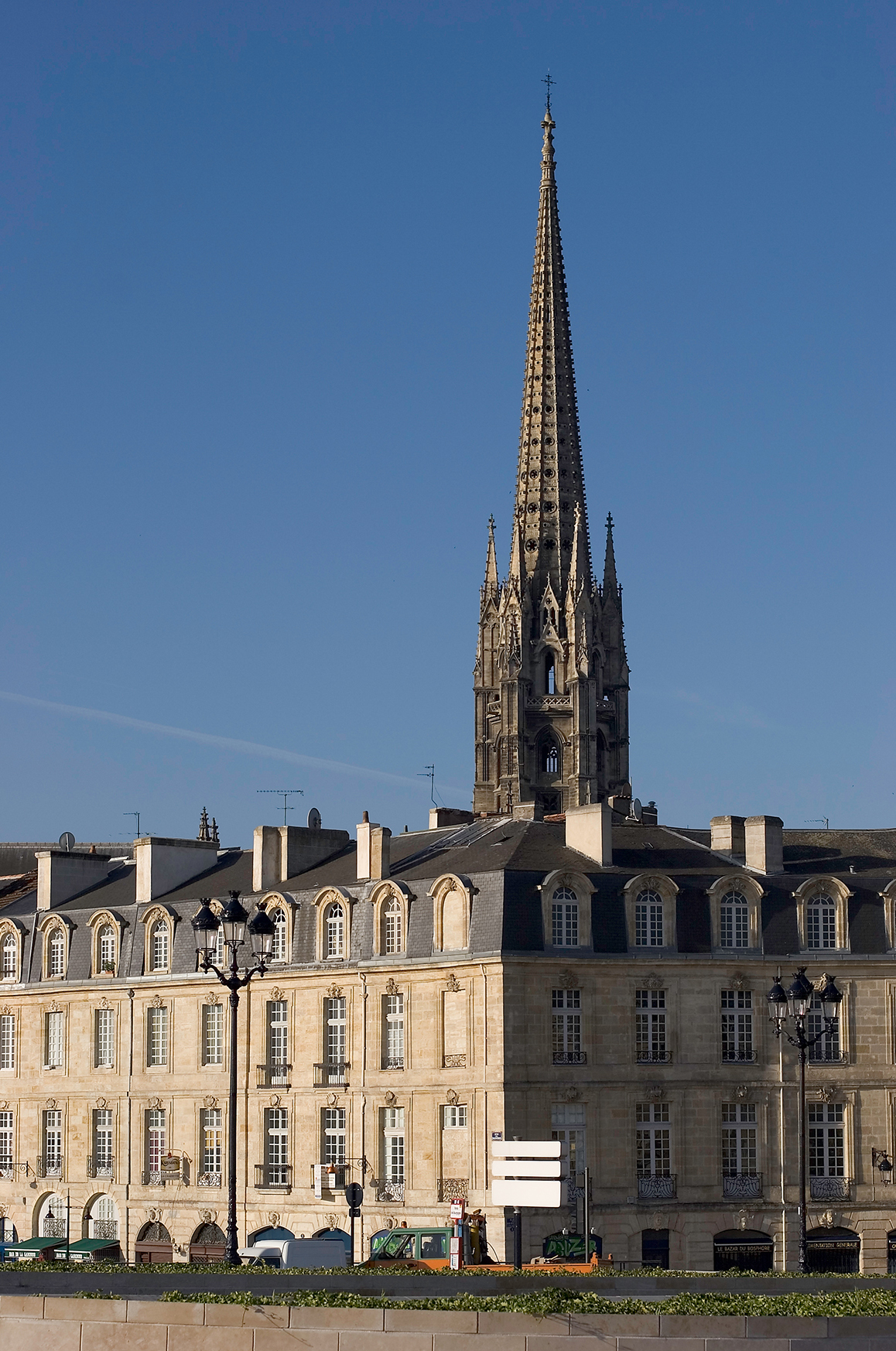
Burdeos, basílica de St Michel.

- Langoiran (Priorato hospital de Saint-Germain, dependiente de la abadía benedictina de Saint-Étienne-de-Vaux, en Saintonge)
- Burdeos, la catedral de Saint-André, la iglesia de Saint-Pierre, la basílica de Saint-Michel, la iglesia de Santa María y la basílica de Saint-Seurin.
- Gradignan, el priorato de Cayac
- Canéjan y su Hospicio–Priorato.
- Cestas, la iglesia de Saint-André y la Capilla de Toctoucau
- Le Barp, el antiguo hospital de Santiago
- Belin-Béliet
- Lugos
- Saugnacq-et-Muret y su capilla

### Landas

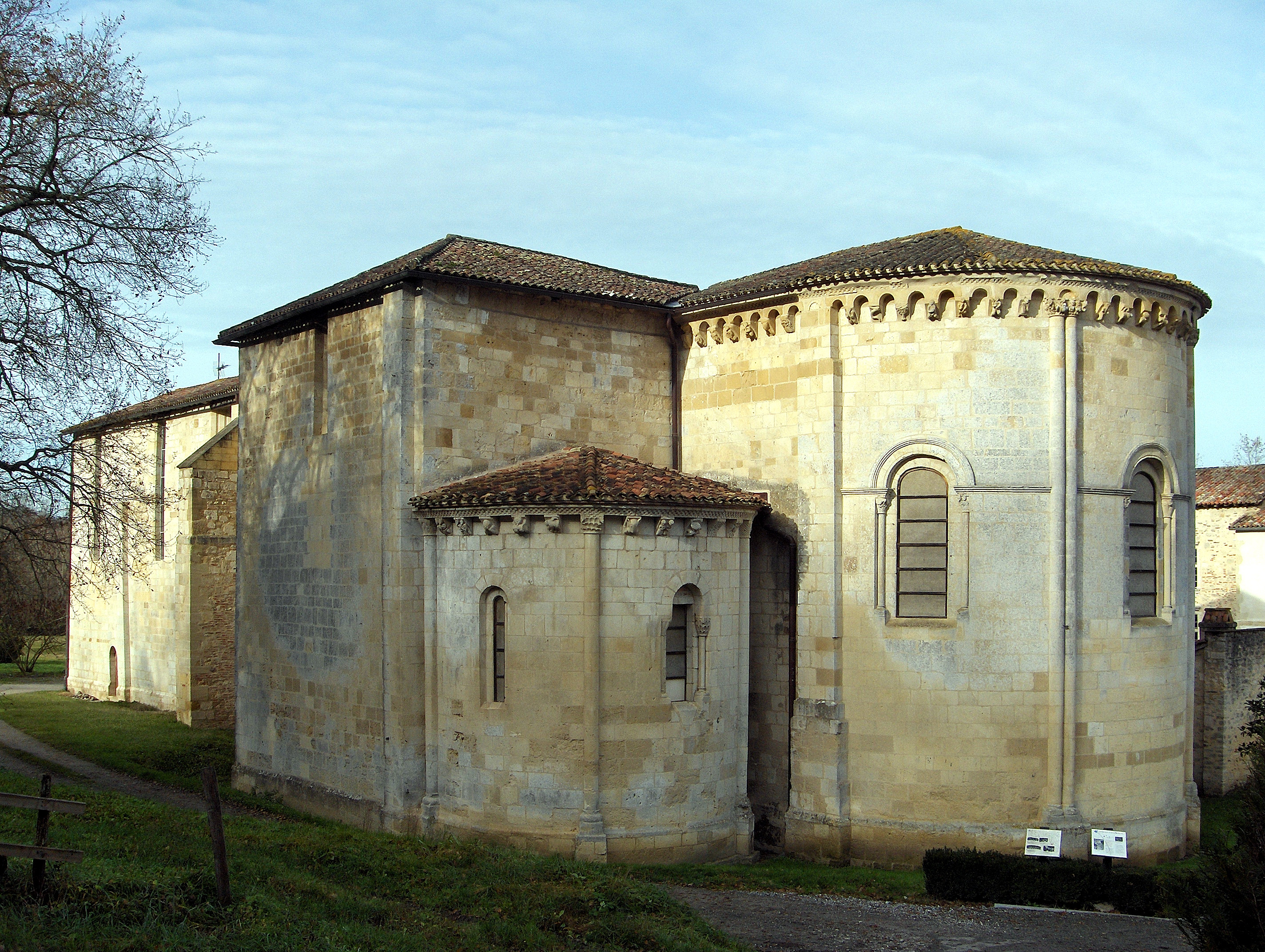
La abadía de Arthous en Hastingues.

- Moustey, la iglesia de Saint Martin y la iglesia de Notre-Dame
- Pissos
- Labouheyre
- Escource
- Onesse-et-Laharie
- Lesperon
- Taller
- Gourbera
- Saint-Paul-lès-Dax y su iglesia
- Dax, la catedral de Notre-Dame, la fuente caliente, las termas
- Saint-Pandelon
- Cagnotte; la abadía de Cagnotte
- Cauneille
- Sorde-l'Abbaye; la abadía de Saint-Jean
- Hastingues ; la Abadía de Arthous

### Pirineos Atlánticos
- Arancou
- Ostabat. En esta última etapa tiene lugar la unión de hecho con otros dos caminos, la via Lemovicensis y la via Podiensis, a la altura de encrucijada de Gibraltar. El camino prosigue por San Juan Pie de Puerto hasta el Camino navarro y el Camino francés hasta Santiago de Compostela.

## Variantes

### de París a Tours por Chartres

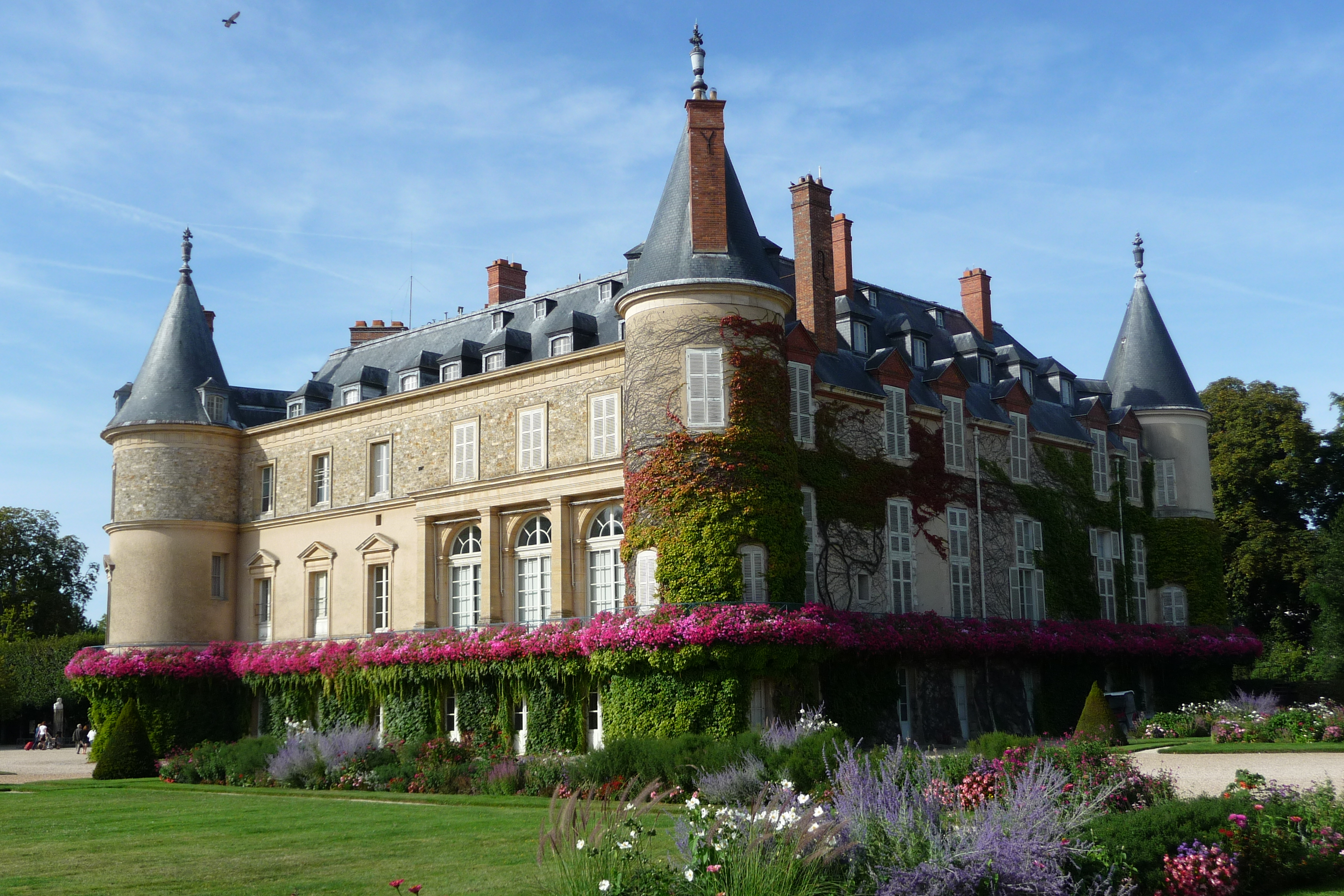
El castillo de Rambouillet.

- Rambouillet, el Castillo de Rambouillet
- Chartres, la catedral de Notre-Dame
- Bonneval, la Abadía de Saint-Florentin
- Châteaudun, la iglesia de Saint-Jean-de-la-Chaîne, la iglesia de la Magdalena, la iglesia de Saint-Valérien y la Sainte-Chapelle
- Cloyes-sur-le-Loir su priorato
- Fréteval, la iglesia de Saint-Nicolas y el castillo de Fréteval
- Vendôme la iglesia de Magdalena, la antigua abadía de la Trinidad y la colegial de Saint-Georges
- Lavardin, la iglesia de Saint-Genest y los restos del castillo feudal de los Condes Vendôme
- Montoire-sur-le-Loir, su priorato y los frescos de la capilla de Saint-Gilles
- Saint-Jacques-des-Guérets, la iglesia de Santiago.
- Château-Renault, la iglesia de Saint-André

### de Poitiers a Burdeos por Angulema

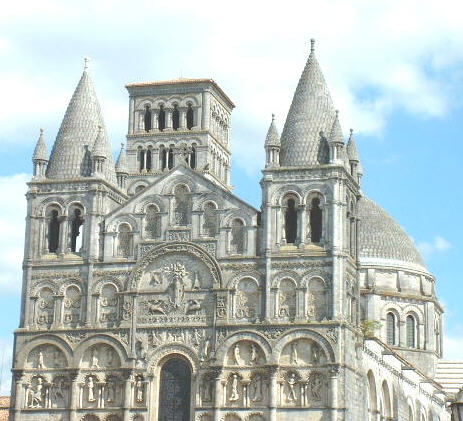
Catedral de San Pedro de Angulema.

- Chauvigny, la colegial de Saint-Pierre
- Nouaillé-Maupertuis
- Charroux, la iglesia de Saint-Sauveur
- Saint-Maurice-la-Clouère y su priorato
- Civray, su priorato
- Ruffec, la iglesia de Saint-André
- Saint-Amant-de-Boixe
- Angulema, la catedral de San Pedro
- Bourg-Charente, la iglesia de San Juan
- Charmant, la iglesia de Notre-Dame
- Aignes-et-Puypéroux, la abadía de Saint-Gilles
- Montmoreau-Saint-Cybard, la iglesia de Saint-Denis
- Cressac-Saint-Genis, la capilla de los Templarios
- Aubeterre-sur-Dronne, la iglesia monolítica de Saint-Jean
- Coutras, la iglesia de San Juan Bautista
- Saint Georges
- Saint Emilion, la iglesia rupestre o monolìtica
- La Sauve, la abadía de La Sauve-Majeure y la iglesia de Saint Pierre
- Langoiran
- Lugos Donde se une a la Vía principal